# Anomodontàcies
Les anomodontàcies (Anomodontaceae) és una família de molses de l'ordre Hypnales. La seva distribució està restringida a l'hemisferi Nord. Hi ha quatre espècies a Mèxic, algunes de les quals arriben a Guatemala i/o les illes del Carib, dues als Estats Units i el Canadà, una a Europa i la resta al sud i est d'Àsia.
Compta amb 17 tàxons. Les 11 espècies del gènere Anomodon són monofilètiques sempre que aquest tàxon comprengui les espècies de
Haplohymenium. Anomodon comprèn dos clades, un que coincideix amb el subgènere
Pseudoanomodon constituït per A. longifolius, A. attenuatus, A. giraldii i A. rostratus; l'altre
coincideix amb el subgènere Anomodon el qual inclou les espècies de Haplohymenium.

## Gèneres
- Anomodon
- Bryonorrisia
- Chileobryon
- Curviramea
- Haplohymenium
- Herpetineuron
- Schwetschkeopsis

## Algunes espècies
- Anomodon attenuatus
- Anomodon minor
- Anomodon rostratus
- Anomodon rugelii
- Anomodon viticulosus
- Haplohymenium triste
- Pterogonium gracile